# Alia bint Al Hussein
La princesa Alia bint Huséin (nacida el 13 de febrero de 1956 en Amán) es la hija mayor del rey Huséin de Jordania. Su madre fue su primera esposa, la jerifa Dina bint Abdul Hamid.

## Educación
La princesa Alia recibió su educación primaria en Amán, asistiendo a la Escuela para Niñas Ahliyyah y al Rosary College, Amán. Luego asistió a Sibton Park School en Lyminge, Inglaterra, hasta 1968, después de pasar un año en Benenden School en Kent (1969-1970) y obtener su Advanced Level en árabe, inglés y francés de Millfield School en Somerset, Inglaterra, en 1972. La princesa Alia se graduó con honores de la Universidad de Jordania en 1977, obteniendo una licenciatura en literatura inglesa.

## Matrimonio
La princesa Alia se casó con el teniente coronel Nasser Wasfi Mirza (nacido en 1945) el 12 de abril de 1977 en el Palacio Raghadan y tiene un hijo del matrimonio:
- Príncipe Huséin Mirza (nacido el 12 de febrero de 1981).

Alia y Nasser se divorciaron en 1988. La princesa se casó con el Sayyid Mohammed Al-Saleh (hijo mayor del Sayyid Farid Al-Saleh) en Amán el 30 de julio de 1988. Tienen dos hijos:
- Talal Al-Saleh (nacido el 12 de septiembre de 1989).
- Abdul Hamid Al-Saleh (nacido el 15 de noviembre de 1992).

La princesa Alia y su media hermana Zein están casadas con dos hermanos.

## Patronazgos
- Registrador y Artista de la Escuela Británica de Arqueología.
- Directora del Real Establo de Jordania desde 1973.
- Presidente honorario del Club de Antiguos Alumnos de la Universidad de Jordania (UJAC).
- Presidente honorario de la Real Federación Ecuestre de Jordania desde 1993.
- Presidente honorario de la Fundación Jordana de Meningitis (JMF) desde 1995.
- Presidente honorario de la Sociedad Filatélica de Jordania.
- Presidenta honoraria de la Sociedad de Bienestar de las Damas Circasianas.
- Presidenta de Honor de la Sociedad para el Desarrollo y Bienestar de la Mujer Rural.
- Patrocinadora de la Clínica Princesa Alia del Hospital Brooke para Animales en Wadi Musa.
- Gobernadora honoraria de la Sociedad del Caballo Árabe (Reino Unido).
- Directora de las Caballerizas Reales para la Preservación del Caballo árabe desde 1980.[2]

## Trabajos publicados[3]
- The Arabian Horse of Egypt (ISBN 9774163486), coautora con la Jerifa Sarra Ghazi.[4]
- Royal Heritage: The Story of Jordan's Arab Horses (ISBN 0956417043), coautora con Peter Upton.[5]
- Small Miracles: The Story of the Princess Alia Foundation (ISBN 0956417086), coautora con Cynthia Culbertson.[6]

## Títulos y tratamientos
Esta tabla aún no está actualizada. Puedes contribuir aportando información sobre títulos y tratamientos de esta persona.

## Distinciones honoríficas
Nacionales
- Dama gran cordón de la Suprema Orden del Renacimiento.[7]
- Dama gran cordón de la Orden de la Estrella de Jordania.
- Dama de primera clase de la Condecoración por Distinguida Contribución (05/02/2007).

Extranjeras
- Gran Cordón (Paulownia) de la Orden de la Preciosa Corona (Estado de Japón, 10/03/1976).
- Dama gran cruz de la Real Orden Noruega del Mérito (Reino de Noruega, 04/04/2000).
- Dama gran cruz de la Orden de Isabel la Católica (Reino de España, 18/03/1977).[8]

## Ancestros
|  |                                                                    |  |  |  |  |  |  |  |  |  |  |  |  |  |  |  |
|  | 16. Hussein bin Ali Al-Hashemi, Rey del Hiyaz y Jerife de La Meca  |  |  |  |  |  |  |  |  |  |  |  |  |  |  |  |
|  |                                                                    |  |  |  |  |  |  |  |  |  |  |  |  |  |  |  |
|  |                                                                    |  |  |  |  |  |  |  |  |  |  |  |  |  |  |  |
|  | 8. Rey Abdalá I de Jordania                                        |  |  |  |  |  |  |  |  |  |  |  |  |  |  |  |
|  |                                                                    |  |  |  |  |  |  |  |  |  |  |  |  |  |  |  |
|  |                                                                    |  |  |  |  |  |  |  |  |  |  |  |  |  |  |  |
|  | 17. Abdiya bint 'Abdu'llah, Jerifa de La Meca                      |  |  |  |  |  |  |  |  |  |  |  |  |  |  |  |
|  |                                                                    |  |  |  |  |  |  |  |  |  |  |  |  |  |  |  |
|  |                                                                    |  |  |  |  |  |  |  |  |  |  |  |  |  |  |  |
|  | 4. Rey Talal I de Jordania                                         |  |  |  |  |  |  |  |  |  |  |  |  |  |  |  |
|  |                                                                    |  |  |  |  |  |  |  |  |  |  |  |  |  |  |  |
|  |                                                                    |  |  |  |  |  |  |  |  |  |  |  |  |  |  |  |
|  | 18. Nasser bin 'Ali Pasha, Jerife de La Meca                       |  |  |  |  |  |  |  |  |  |  |  |  |  |  |  |
|  |                                                                    |  |  |  |  |  |  |  |  |  |  |  |  |  |  |  |
|  |                                                                    |  |  |  |  |  |  |  |  |  |  |  |  |  |  |  |
|  | 9. Musbah bint Nasser, Jerifa de La Meca                           |  |  |  |  |  |  |  |  |  |  |  |  |  |  |  |
|  |                                                                    |  |  |  |  |  |  |  |  |  |  |  |  |  |  |  |
|  |                                                                    |  |  |  |  |  |  |  |  |  |  |  |  |  |  |  |
|  | 19. Dilber Khanum                                                  |  |  |  |  |  |  |  |  |  |  |  |  |  |  |  |
|  |                                                                    |  |  |  |  |  |  |  |  |  |  |  |  |  |  |  |
|  |                                                                    |  |  |  |  |  |  |  |  |  |  |  |  |  |  |  |
|  | 2. Rey Husein I de Jordania                                        |  |  |  |  |  |  |  |  |  |  |  |  |  |  |  |
|  |                                                                    |  |  |  |  |  |  |  |  |  |  |  |  |  |  |  |
|  |                                                                    |  |  |  |  |  |  |  |  |  |  |  |  |  |  |  |
|  | 20. Nasser bin 'Ali Pasha, Jerife de La Meca (= 18)                |  |  |  |  |  |  |  |  |  |  |  |  |  |  |  |
|  |                                                                    |  |  |  |  |  |  |  |  |  |  |  |  |  |  |  |
|  |                                                                    |  |  |  |  |  |  |  |  |  |  |  |  |  |  |  |
|  | 10. Jamal 'Ali bin Nasser, Jerife de La Meca, Gobernador de Hauran |  |  |  |  |  |  |  |  |  |  |  |  |  |  |  |
|  |                                                                    |  |  |  |  |  |  |  |  |  |  |  |  |  |  |  |
|  |                                                                    |  |  |  |  |  |  |  |  |  |  |  |  |  |  |  |
|  | 21. Dilber Khanum (= 19)                                           |  |  |  |  |  |  |  |  |  |  |  |  |  |  |  |
|  |                                                                    |  |  |  |  |  |  |  |  |  |  |  |  |  |  |  |
|  |                                                                    |  |  |  |  |  |  |  |  |  |  |  |  |  |  |  |
|  | 5. Zein bint Jamal 'Ali, Jerifa de La Meca                         |  |  |  |  |  |  |  |  |  |  |  |  |  |  |  |
|  |                                                                    |  |  |  |  |  |  |  |  |  |  |  |  |  |  |  |
|  |                                                                    |  |  |  |  |  |  |  |  |  |  |  |  |  |  |  |
|  | 22. Shakir Pasha, Gobernador de Chipre                             |  |  |  |  |  |  |  |  |  |  |  |  |  |  |  |
|  |                                                                    |  |  |  |  |  |  |  |  |  |  |  |  |  |  |  |
|  |                                                                    |  |  |  |  |  |  |  |  |  |  |  |  |  |  |  |
|  | 11. Wijdan Shakir Pasha                                            |  |  |  |  |  |  |  |  |  |  |  |  |  |  |  |
|  |                                                                    |  |  |  |  |  |  |  |  |  |  |  |  |  |  |  |
|  |                                                                    |  |  |  |  |  |  |  |  |  |  |  |  |  |  |  |
|  | 1. Princesa Alia de Jordania                                       |  |  |  |  |  |  |  |  |  |  |  |  |  |  |  |
|  |                                                                    |  |  |  |  |  |  |  |  |  |  |  |  |  |  |  |
|  |                                                                    |  |  |  |  |  |  |  |  |  |  |  |  |  |  |  |
|  | 24. Emir Aun ar-Rafiq Pasha, Gran Jerife y Emir de La Meca         |  |  |  |  |  |  |  |  |  |  |  |  |  |  |  |
|  |                                                                    |  |  |  |  |  |  |  |  |  |  |  |  |  |  |  |
|  |                                                                    |  |  |  |  |  |  |  |  |  |  |  |  |  |  |  |
|  | 12. Jerife Muhammad Abdulaziz Al-Aun Bey                           |  |  |  |  |  |  |  |  |  |  |  |  |  |  |  |
|  |                                                                    |  |  |  |  |  |  |  |  |  |  |  |  |  |  |  |
|  |                                                                    |  |  |  |  |  |  |  |  |  |  |  |  |  |  |  |
|  | 25. Fatima Khanum                                                  |  |  |  |  |  |  |  |  |  |  |  |  |  |  |  |
|  |                                                                    |  |  |  |  |  |  |  |  |  |  |  |  |  |  |  |
|  |                                                                    |  |  |  |  |  |  |  |  |  |  |  |  |  |  |  |
|  | 6. Jerife Abdul Hamid bin Muhammad Abdulaziz Al-Aun                |  |  |  |  |  |  |  |  |  |  |  |  |  |  |  |
|  |                                                                    |  |  |  |  |  |  |  |  |  |  |  |  |  |  |  |
|  |                                                                    |  |  |  |  |  |  |  |  |  |  |  |  |  |  |  |
|  | 26. Sayyid Asad                                                    |  |  |  |  |  |  |  |  |  |  |  |  |  |  |  |
|  |                                                                    |  |  |  |  |  |  |  |  |  |  |  |  |  |  |  |
|  |                                                                    |  |  |  |  |  |  |  |  |  |  |  |  |  |  |  |
|  | 13. Sayyida Fatima bint Asad                                       |  |  |  |  |  |  |  |  |  |  |  |  |  |  |  |
|  |                                                                    |  |  |  |  |  |  |  |  |  |  |  |  |  |  |  |
|  |                                                                    |  |  |  |  |  |  |  |  |  |  |  |  |  |  |  |
|  | 3. Jerifa Dina bint Abdul Hamid                                    |  |  |  |  |  |  |  |  |  |  |  |  |  |  |  |
|  |                                                                    |  |  |  |  |  |  |  |  |  |  |  |  |  |  |  |
|  |                                                                    |  |  |  |  |  |  |  |  |  |  |  |  |  |  |  |
|  | 7. Fahria Brav                                                     |  |  |  |  |  |  |  |  |  |  |  |  |  |  |  |
|  |                                                                    |  |  |  |  |  |  |  |  |  |  |  |  |  |  |  |
|  |                                                                    |  |  |  |  |  |  |  |  |  |  |  |  |  |  |  |